# Prix Lumière/Beste Filmmusik

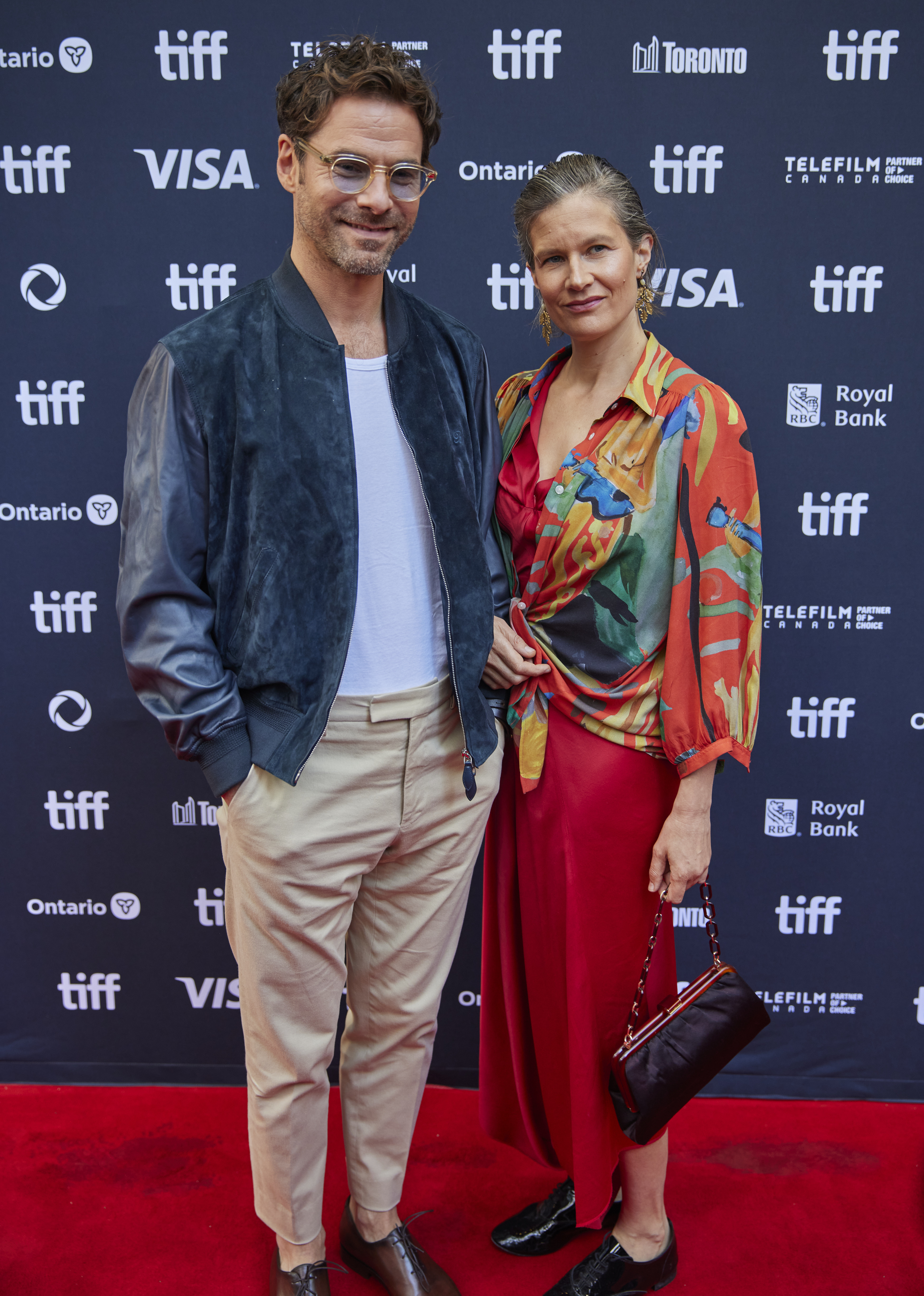
Preisträger 2025: Camille und Clément Ducol (Emilia Pérez)

Der Prix Lumière in der Kategorie Beste Filmmusik (Meilleure musique) wird seit 2016 verliehen. Die französische Auslandspresse vergibt seit 1996 alljährlich ihre Auszeichnungen für die besten Filmproduktionen und Filmschaffenden rückwirkend für das vergangene Kinojahr.
In drei Fällen (Stand: 2024) stimmte der Preisträger mit dem späteren César-Gewinner überein, zuletzt im Jahr 2019.
| Jahr | Preisträger/-in                    | Filmtitel                                      | Deutscher Titel                                        |
| 2016 | Grégoire Hetzel                    | La belle saison Trois souvenirs de ma jeunesse | La belle saison – Eine Sommerliebe Meine goldenen Tage |
| 2017 | Ibrahim Maalouf*                   | Dans les forêts de Sibérie                     | k. A.                                                  |
| 2018 | Arnaud Rebotini*                   | 120 battements par minute                      | 120 BPM                                                |
| 2019 | Vincent Blanchard* Romain Greffe*  | Guy                                            | Guy                                                    |
| 2020 | Alexandre Desplat                  | Adults in the Room                             | Adults in the Room                                     |
| 2021 | Sílvia Pérez Cruz                  | Josep                                          | Josep                                                  |
| 2022 | Sparks (Ron Mael und Russell Mael) | Annette                                        | Annette                                                |
| 2023 | Benjamin Biolay                    | Et j’aime à la fureur                          | k. A.                                                  |
| 2024 | Vitalic                            | Disco Boy                                      | Disco Boy                                              |
| 2025 | Camille, Clément Ducol             | Emilia Pérez                                   | Emilia Pérez                                           |

* = Komponisten, die später den César für die beste Filmmusik gewannen.